# Nectocaris
Nectocaris is een uitgestorven geslacht van inktvissen uit het Midden-Cambrium, gevonden in de Burgess Shale. De typesoort Nectocaris pteryx is de oudste inktvis waarvan een fossiel gevonden is.
Het dier was 5 tot 7 cm lang en had uitpuilende ogen en een trechtervormige snuit. Met zijn snuit kon hij zich voortbewegen door er water uit te stuwen dat binnenkwam via een gat net achter de rug waar ook de kieuwen zaten. De ogen en neus wijzen er op dat het dier waarschijnlijk relatief grote hersenen had. Het had geen schelp, wat kan impliceren dat de vorm van voortbewegen bij inktvissen, door water uit te stulpen, eerder voorkwam dan harde schelpen. Het lichaam was langwerpig en langs de zijkanten stekels tot op het einde van het lichaam. Daar hingen vinnen aan vast.
Voorts had Nectocaris ook een twee flexibele tentakels nabij de mond, kieuwen en een lichaam gebouwd om te zwemmen. In tegenstelling tot moderne soorten had de soort echter geen tentakelring rond de mond, geen echte bek, geen getande tong (radula) en geen inkt.
De naam van het geslacht, Nectocaris, verwijst naar zijn vleesetende levensstijl ("zwemmende krab"). Pteryx betekent vin.